# هارکله
هارکله، روستایی در دشت هارکله از توابع بخش مرکزی شهرستان لالی در استان خوزستان ایران است.

## جمعیت
این روستا در دهستان سادات قرار دارد و براساس سرشماری مرکز آمار ایران در سال ۱۳۹۰، جمعیت آن ۳۲۰ نفر (۶۶ خانوار) بوده‌است.